# Martyazo

Vlag van Martyazo

Martyazo was een staat die op 1 mei 1972 door Huturebellen op het grondgebied van Burundi werd uitgeroepen. Martyazo bevond zich in het zuiden van Burundi, tussen Makamba en het Nyanza-meer Op 9 mei 1972 namen troepen van de Burundese Tutsiregering het gebied weer in.
Omdat Martyazo slechts zeer kort bestaan heeft, is er nooit een overheid opgezet. Waarschijnlijk was Antoine Serukwavu de president van Martyazo.